# Jakub Madej
Jakub Madej (ur. 6 czerwca 1868 w Ujeździe, zm. 2 marca 1964 tamże) – polski polityk ludowy, poseł do austriackiej Rady Państwa i na Sejmu RP.

## Życiorys
Ukończył szkołę ludową. Posiadał gospodarstwo rolne w Ujeździe, w pow. jasielskim. Od 1895 członek Rady Gminnej w Ujeździe i Rady Powiatowej w Jaśle. W latach 1901–1914 był także wójtem w Ujeździe. Założyciel i prezes kółka rolniczego oraz koła ochotniczej straży pożarnej w Ujeździe. Założył także koło gospodyń wiejskich w tej miejscowości. Od 1898 przez kilkadziesiąt lat był korespondentem "Przyjaciela Ludu" do którego pisał artykuły dot. spraw gospodarczych i powiatu jasielskiego. Szybko związał się z ruchem ludowym – pozostając długo pod wpływem Jana Stapińskiego. Od 1895 członek Polskiego Stronnictwa Ludowego, w latach 1903–1913 członek jego Rady Naczelnej, Był bardzo popularny wśród ludności wiejskiej. Po rozłamie w 1913 członek PSL-Lewicy, należał także do jej Wydziału i Rady Naczelnej.
Był posłem do austriackiej Rady Państwa XI i XII kadencji  (17 lutego 1907 – 28 października 1918), wybieranym z listy PSL w okręgu wyborczym nr 49 (Gorlice-Jasło). Należał do grupy posłów PSL i Koła Polskiego. W parlamencie nie wykazał się szczególną aktywnością, dbał głównie o sprawy swego okręgu wyborczego. Podczas I wojny światowej służył przez dwa lata w armii austro-węgierskiej.
W okresie międzywojennym działacz najpierw Polskiego Stronnictwa Ludowego – Lewicy, gdzie był członkiem wydziału wykonawczego Naczelnej Rady. Potem wraz ze Stapińskim przeszedł do Związku Chłopskiego i był tam członkiem Zarządu Głównego (1925). Po wchłonięciu Związku Chłopskiego przez sanację przestał odgrywać ważniejszą rolę polityczną Był także w tym okresie członkiem jasielskiej Rady Powiatowej oraz prezesem kółka rolniczego, straży pożarnej i Kasy Stefczyka w rodzinnym Ujeździe.
Poseł na Sejm Ustawodawczy (10 lutego 1919 – 1 grudnia 1922) wybrany z listy PSL-Lewicy w okręgu wyborczym nr 41(Jasło-Krosno-Sanok). W sejmie był członkiem komisji wojskowej; przemawiał kilkakrotnie, referując wniosek o zaopatrzenie inwalidów, byłych jeńców i uchodźców, o likwidacji ograniczeń w zakresie obrotu ziemiopłodami, o ustawie o daninie państwowej i gminie wiejskiej. Był także posłem na Sejm II kadencji (27 marca 1928 – 30 sierpnia 193) z listy Związku Chłopskiego wybranym w okręgu wyborczym nr 46 (Jasło-Mielec-Kolbuszowa-Tarnobrzeg-Ropczyce-Strzyżów). W sejmie tym nie odegrał już poważniejszej roli. Po zakończeniu kadencji wycofał się z szerszego życia publicznego.

## Życie prywatne
Urodził się w rodzinie chłopskiej, syn Stanisława i Magdaleny z Węgrzynów, Był żonaty dwukrotnie. Pierwszy raz w 1892 z Katarzyną z Wojdyłów z którą miał synów Jana i Piotra oraz córki Annę, Marię, Wiktorię i Józefę. Po śmierci żony, ożenił się powtórnie w 1937 z Wiktorią z Węgrzynów, z którą miał córkę Stanisławę.